# Cylindrocladiella novae-zelandiae
Cylindrocladiella novae-zelandiae är en svampart som först beskrevs av Boesew., och fick sitt nu gällande namn av Boesew. 1982. Cylindrocladiella novae-zelandiae ingår i släktet Cylindrocladiella och familjen Nectriaceae.   Inga underarter finns listade i Catalogue of Life.